# Zamarada sicula
Zamarada sicula är en fjärilsart som beskrevs av Fletcher 1974. Zamarada sicula ingår i släktet Zamarada och familjen mätare. Inga underarter finns listade i Catalogue of Life.